# Fiscalías Especializadas en Materia Ambiental
Las Fiscalías Especializadas en Materia Ambiental o también denominadas FEMAs, son agencias públicas peruanas cuyo objetivo es la reclamación de denuncias e investigaciones de delitos o vulneraciones ambientales, son organismos dependientes de la Fiscalía de la Nación.

## Historia
Como primera instancia, el año 1990 se instaura el Derecho Ambiental. La primera norma ambiental fue el Código del Medio Ambiente y los Recursos Naturales (CMARN), aprobado mediante Decreto Legislativo 613 en el año referido. Esta norma fue dio inicio a la legislación ambiental. Dicho código asentó principios ambientales y herramientas para una mejor gestión ambiental que perduran a la fecha.
A meses de su publicación, el código sufrió una serie de modificaciones con la entrada en vigencia de la Ley marco para el crecimiento de la inversión privada (Decreto Legislativo 757). De dicha norma se colige que, cada autoridad sectorial (ministerio) es la encargada de regular, normar y fiscalizar los aspectos ambientales aplicables a las actividades sujetas a su sector. Por lo que en dicha fecha 1990, se aprueban los primeros reglamentos ambientales sectoriales vinculados a las actividades productivas. Estos reglamentos establecieron obligaciones ambientales específicas para los titulares de actividades económicas, incluyendo la obligación de presentar un Estudio de Impacto Ambiental (EIA).
En 1994 se creó el Consejo Nacional del Ambiente (CONAM) como entidad adscrita a la Presidencia del Consejo de Ministros y como organismo rector de la política nacional ambiental. Su rol era coordinar con los ministerios y las distintas entidades del Estado con competencia ambiental.
En 2008 las FEMAs se consolidaron, no obstante, como los primeros pasos nos remontaremos al año 2001, fecha en la cual se aprobó la Ley del Sistema Nacional de Evaluación del Impacto Ambiental, Ley Nro. 27446. En cuyo tenor se estableció, la obligatoriedad de contar un Instrumento de Gestión Ambiental (IGA) previo al inicio de obras y actividades, de esta manera también se estableció reglas y procedimientos a seguir. Posteriormente, se creó el Sistema Nacional de Evaluación de Impacto Ambiental (SEIA), asignándole al CONAM el rol de coordinación con las autoridades sectoriales. Por lo que, el año 2009 que la ley fue reglamentada, siendo que su eficacia estuvo condicionada durante casi ocho años.

## Finalidad
Dicha institución se estableció con la finalidad de prevenir e investigar los delitos en materia ambiental; aunado a ello, también se tuvo el incremento de denuncias vinculadas a la afectación del medio ambiente, generando resultados negativos con grave perjuicio a la salud y a la vida de los ciudadanos; creando en aquellos distritos judiciales ser rigen  por la Ley orgánica del ministerio público (LOMP) y por el Reglamento de FEMAs que establece que en los Distritos Judiciales donde no se hayan creado FEMA, son competentes para conocer tanto en prevención como en investigación preliminar y judicial del delito las Fiscalías de Prevención del delito.

## Competencia
Del Reglamento de las Fiscalías Especializadas en Materia Ambiental, establece en el artículo 6 que:

tienen competencia para conocer acciones de prevención e investigaciones de delitos ambientales tipificados en el Título XIII del Libro Segundo del Código Penal y los demás relacionados en material ambiental, en cualquiera de sus modalidades, incluyendo los cometidos por organizaciones criminales, conforme a la Ley Nro. 30077.

## Sedes
Actualmente existen 54 Fiscalías Especializadas en material ambiental, siendo:
- 32 Fiscalías especializadas en materia ambiental (FEMA)
- 15 Fiscalías de prevención del delito con competencia en materia ambiental
- 1 Fiscalía penal corporativa y 5 mixtas en el distrito fiscal de Tacna con competencia en materia ambiental
- 1 Fiscalía penal corporativa en la Convención Cusco

## Organización
Las FEMAs están estructuradas de manera ágil y flexible, que actuarán de forma preventiva e investigando el delito en materia ambiental, siguiendo los principios de prevención y precautoriedad, asimismo, dicho reglamento establece en el artículo 11 que:

Las Fiscalías Especializadas en Materia Ambiental, funcionaran en el distrito fiscal que se indique en la resolución de su creación y estarán a cargo de un Fiscal Provincial Especializado en la materia y contarán con el apoyo de dos o más Fiscales Adjuntos Provinciales, así como, con el apoyo de Asistentes en Función Fiscal y Asistentes Administrativos que resulten necesarios para cada Despacho, de acuerdo al índice de criminalidad y de manera proporcional a los casos en giro que ostenten.

## Unidad de Monitoreo Georeferencial Satelital de Delitos Ambientales (UMGSDA)
Dichos órganos se emplean para el análisis de información satelital y demás datos geoespaciales para la toma de decisiones de las FEMAs en las investigaciones a su cargo, tal como lo establece su artículo 14.

## Instituciones aliadas
El Organismo de Evaluación y Fiscalización Ambienta (OEFA) es la instancia del gobierno nacional que constituye el ente rector del Sistema Nacional de Evaluación y Fiscalización Ambiental, a cargo de la supervisión indirecta de la pequeña minería y minería artesanal, en tanto supervisa el cumplimiento de las obligaciones de las Entidades de Fiscalización Ambiental (EFA) comprendidas en el ámbito del Decreto Legislativo N.° 1101.